# Yvon Petra
Yvon Petra (8. března 1916, Chợ Lớn – 12. září 1984, Saint-Germain-en-Laye) byl francouzský tenista narozený ve Francouzské Indočíně (dnes Vietnam). V roce 1946 vyhrál dvouhru ve Wimbledonu a je dosud posledním Francouzem, kterému se to podařilo. Jinak měl smůlu, že jeho forma kulminovala během druhé světové války - vyhrál tehdy třikrát singl na francouzském mistrovství (Tournoi de France), ale výsledky z této doby, kdy Paříž byla okupována Němci, se do oficiálních statistik French Open nezapočítávají. Uznávají se mu tak jen předválečné a těsně poválečné grandslamové úspěchy, v mužské čtyřhře je to dvojnásobné pařížské vítězství (1938, 1946), v mixu jedno (1937). Jeho partnery při dosažení těchto úspěchů byli Bernard Destremau, Marcel Bernard a Simonne Mathieuová. Jeho bilance v Davisově poháru byla 15 vítězství a 7 proher. V roce 1948 přešel k profesionálům, ale výraznějších úspěchů v profi tenise nedosáhl. Těsně před tím, než dosáhl svých tří triumfů na válečném Roland Garros, si poranil nohu během bojů na západní frontě a poté se stal načas válečným zajatcem. Byl posledním mužem, který si oblékl dlouhé kalhoty ve finále Wimbledonu. Po skončení hráčské kariéry v roce 1955 se usadil ve Spojených státech. V roce 2016 byl uveden do Mezinárodní tenisové síně slávy.